# Болеит
Болеит (англ.Boleite) — минерал из класса галогенидов, открыт в 1891 году на руднике Амелия (Болео, Байя, Нижняя Калифорния, Мексика). Растворяется в азотной кислоте.

## Кристаллография
| Точечная группа             | m3m (4/m 3 2/m) — Гексаоктаэдрический                        |
| Пространственная группа     | Pm3m (P4/m 3 2/m)                                            |
| Сингония                    | Кубическая                                                   |
| Параметры ячейки            | a = 15,29Å                                                   |
| Число формульных единиц (Z) | 1                                                            |
| Объем элементарной ячейки   | V 3,574.56 Å³ (рассчитано по параметрам элементарной ячейки) |

## Оптические свойства
| Тип                             | Изотропный                                          |
| Показатели преломления          | n = 2,05                                            |
| Максимальное двулучепреломление | δ = 0.000 — изотропный, не обладает двупреломлением |
| Оптический рельеф               | Очень высокий                                       |
| Плеохроизм                      | Отсутствует                                         |
| Люминесценция                   | Отсутствует                                         |

## Формы выделения
Болеит выделяется в виде кубических кристаллов с длиной грани не более 15 миллиметров, нарастающую на глинистую породу. Минерал может образовывать двойники прорастания, где в отдельных образцах видны грани куба и октаэдра.

## В ассоциации с другими минералами
Болеит ассоциирует с другими галогенидами, в том числе с псевдоболеитом (Pb31Cu24Cl62(OH)48), куменгитом (Pb21Cu20Cl42(OH)40•6H2O) и брошантитом (Cu4SO4(OH)6).

## Химический состав
| Химический элемент | %     | % оксида    |
| ------------------ | ----- | ----------- |
| Калий              | 0,36  | 0,43        |
| Медь               | 13,94 | 15,70 (CuO) |
| Серебро            | 8,88  | 9,54        |
| Водород            | 0,44  | 3,95        |
| Свинец             | 49,26 | 53,06       |
| Хлор               | 20,10 |             |
| Кислород           | 7,02  | -           |

## Как драгоценный камень
Некоторые наиболее совершенные кристаллы болеита были огранены. Впрочем, твёрдость минерала не превышает 3,5 по школе Мооса, из-за чего отполированные поверхности быстро теряют блеск при контакте с другими предметами.

## Месторождения
Самые значительные месторождения болеита располагаются в Нижней Калифорнии (Мексика), Новом Южном Уэльсе (Австралия), Великобритании и Аризоне (США).